# Schermerspitze
Schermerspitze är ett berg i Österrike. Det ligger i distriktet Imst och förbundslandet Tyrolen, i den västra delen av landet. Toppen på Schermerspitze är 3 116 meter över havet, eller 337 meter över den omgivande terrängen. Bredden vid basen är 3,9 km. Berget ingår i Ötztalalperna.
Schermerspitze är den högsta punkten i trakten. Närmaste samhälle är Obergurgl, väster om Schermerspitze. 
Trakten runt Schermerspitze består i huvudsak av alpin tundra och kala bergstoppar.